# 布拉奇利亚诺
布拉奇利亚诺（義大利語：Bracigliano），是意大利萨莱诺省的一个市镇。总面积14平方公里，人口5633人，人口密度402.4人/平方公里（2009年）。ISTAT代码为065016。